# Cheiraster cribellum
Cheiraster cribellum är en sjöstjärneart som först beskrevs av Alcock 1893.  Cheiraster cribellum ingår i släktet Cheiraster och familjen nålsjöstjärnor.
Artens utbredningsområde är Lackadivsjön. Inga underarter finns listade i Catalogue of Life.